# Grégori Baquet
Pour les articles homonymes, voir Baquet.
Grégori Baquet est un acteur, chanteur, musicien, réalisateur et metteur en scène français, né le 11 décembre 1970 à Paris 13e.

## Biographie

### Études et débuts
Grégori est le fils de l'acteur et violoncelliste Maurice Baquet et d'une chorégraphe et danseuse d'origine russe, Maria Yakimova (d'où l'orthographe slave de son prénom). Deux de ses sœurs, Sophie et Anne, sont également chanteuses et comédiennes. Élève au lycée Molière à Paris, il fait ses débuts sur scène en 1986 dans la compagnie « C'était comment déjà ? » de Karim Salah aux côtés de Louison Roblin et de Jacques Fabbri entre autres, puis en 1990 à la télévision dans la mini-série Fleur bleue de Jean-Pierre Ronssin.

### Carrière
En 1992, il tourne dans la série Lycée alpin sur France 2. De 1994 à 1995, il joue le rôle d'un élève de type sport-étude dans la série Extrême Limite, dont il interprète également le générique. De 1996 à 1999, il joue dans le feuilleton Une femme d'honneur, diffusé sur TF1. Marion Sarraut, qui réalise la série, lui offre un rôle aux côtés de Mireille Darc dans L'Ami de mon fils en 1997.
Il rejoint la troupe du metteur en scène Roger Louret en 1995 pour la comédie musicale Les Années Twist, Molière du spectacle musical. Jusqu'en 1998, Grégori Baquet est membre de la troupe et se produit également dans Les Z'années Zazous, puis dans L'Arlésienne.
Marie Réache, Marie Vinoy, Jean Manifacier, Grégori Baquet et Pablo Villafranca, aux côtés du pianiste Jean-Christophe André, montent le spectacle Les Insolistes en 1998. Présenté au Festival Off d'Avignon en 1999 et en 2002 puis en tournée française, ce spectacle humoristique et singulier réinvente les œuvres de Jacques Offenbach, Vincent Scotto, Mireille, Jean Nohain…
En 2000, il intègre la troupe de Roméo et Juliette, de la haine à l'amour. Composée de Philippe d'Avilla et Nuno Resende entre autres, elle se produit pendant plus de 300 représentations et plusieurs tournées jusqu'en décembre 2002. Plus de 9 millions d’exemplaires vendus, près de 2 millions de spectateurs, 17 semaines non-consécutives no 1 en France avec Les Rois du monde. Chanté par Philippe d'Avilla, Damien Sargue et Grégori Baquet, Les Rois du monde est certifié disque de diamant par le SNEP, se vend à environ 1 400 000 copies et est le 21e single le mieux vendu de tous les temps en France, selon le site Infodisc. En Belgique francophone, la chanson atteint également la 1re place. Comme en France, le titre est le deuxième single le plus vendu de l'année 2000, derrière Ces soirées-là de Yannick, qui est néanmoins resté moins longtemps en tête de l'Ultratop 40. En Suisse, la chanson atteint la 9e position. Aux Pays-Bas, le titre est no 79 du Dutch Top 40. La troupe remporte un NRJ Music Awards de la chanson francophone de l'année en 2001 pour Les Rois du monde. Le single On dit dans la rue atteint la 21e place du classement français et la 32e en Belgique. Accompagné par la troupe de Roméo et Juliette, de la haine à l'amour, il est l'un des artistes de la compilation Noël ensemble pour le Sidaction en 2000.
En 2003, il partage l'affiche avec Philippe d'Avilla, Renaud Hantson et Pablo Villafranca de Tous en scène contre la sclérose, un spectacle caritatif en tournée française. Cette même année il sort chez le label AZ d'Universal, le single "Donne-moi" dont il écrit les paroles et co-compose la musique avec Essaï Altounian avec qui il partageait la scène dans Romeo et Juliette. 
Il obtient son premier grand rôle au cinéma en 2004, dans le film Grande École.
En 2006, il joue sur scène aux côtés de Jean-Marie Bigard et Catherine Arditi dans Le Bourgeois gentilhomme de Molière où il interprète le rôle de Covielle.
En 2009, il remplace Fabian Richard de manière impromptue pour quelques représentations dans le rôle de Claude dans la comédie musicale Hair au Trianon. Cette même année, il est seul en scène dans le spectacle Le K de Dino Buzzati au théâtre du Petit Hébertot à Paris. En 2010, il joue dans la pièce Colombe à la Comédie des Champs-Élysées aux côtés d'Anny Duperey, Rufus et Sara Giraudeau.
En septembre 2011, il chante Memory, extrait de la comédie musicale Cats, en duo avec Renaud Hantson sur l'album de ce dernier : Opéra Rock.
À partir de décembre 2012, il est à l'affiche de Colorature au théâtre Le Ranelagh, aux côtés d'Agnès Bove.
En 2016, il crée le rôle principal de la pièce de Jean-Philippe Daguerre, Adieu M. Haffmann, reprise en 2018 au théâtre Montparnasse et qui lui vaut une nomination au Molière du comédien lors de la 30e cérémonie.

### Vie privée
Alors en couple avec l'actrice Alexandra Gonin, Grégori Baquet accueille la naissance de leur fils, Théophile, le 7 janvier 1998. Ce dernier est à l'affiche de La Nouvelle Guerre des boutons dans le rôle de Grand Gibus en septembre 2011,.
On lui prête une liaison dans le passé avec Cécilia Cara, chanteuse qui partage l'affiche avec lui de la comédie musicale Roméo et Juliette de 2001.
Grégori Baquet était en 2017, le compagnon de l’actrice Murielle Huet des Aunay.
Il est aujourd'hui en couple avec une femme dont il préfère préserver l'anonymat.

## Théâtre
- 1986 : L'Amour médecin de Molière, mise en scène Karim Salah
- 1989 : Heyrault de Seychelles, mise en scène Karim Salah
- 1994 : En attendant les bœufs de Christian Dob, mise en scène Gérard Caillaud
- 1995 : Les Années Twist et Les Z'années Zazous, spectacles musicaux de Roger Louret
- 1996 : Les Caprices de Marianne d'Alfred de Musset, mise en scène Roger Louret
- 1997 : L'Arlésienne d'Alphonse Daudet, mise en scène Roger Louret
- 1998 : Le Faiseur de Balzac, mise en scène Françoise Petit
- 1999-2003 : Roméo et Juliettede Gérard Presgurvic, Palais des congrès de Paris : Benvolio
- 2003 : La Belle Mémoire de Martine Feldmann et Pierre-Olivier Scotto, mise en scène Alain Sachs, théâtre Hébertot - Nomination au Molière de la révélation théâtrale
- 2003-2004 : Zazou de Jérôme Savary, mise en scène de l'auteur, Opéra-Comique puis Folies Bergère
- 2006 : Le Bourgeois gentilhomme de Molière, théâtre de Paris : Covielle
- 2006 : La Partition de Pierre-Loup Rajot (mise en scène de l'auteur), théâtre Le Ranelagh
- 2007 : Jo et Joséphine de Jacques Pessis, mise en scène Rubia Matignon, Espace Cardin puis théâtre Daunou : Jo Bouillon
- 2008 : Le Timide au palais de Tirso de Molina, mise en scène Gwenhaël de Gouvello, Théâtre 13, théâtre Firmin-Gémier d'Antony, théâtre Montansier
- 2009 : Chat en poche de Feydeau, mise en scène Christophe Barratier, Théâtre national de Nice : Dufausset
- 2009 : Le K de Dino Buzzati, mise en scène Xavier Jaillard, Petit-Hébertot
- 2009 : Hair, mise en scène Ned Grujic, Le Trianon : Claude
- 2010-2011 : Colombe de Jean Anouilh, mise en scène Michel Fagadau, Comédie des Champs-Élysées puis tournée
- 2011-2012 : L'Échange de Paul Claudel, mise en scène Xavier Lemaire, théâtre Mouffetard puis théâtre de Saint-Maur-des-Fossés
- 2012 : Colorature, Mrs Jenkins et son pianiste de Stephen Temperley, mise en scène Agnès Boury, théâtre du Ranelagh
- 2014 : Un obus dans le cœur de Wajdi Mouawad, Théâtre Les Déchargeurs
- 2014 : Le K de Dino Buzzati, mise en scène Xavier Jaillard, tournée
- 2014-2016 : Les Cavaliers d'après Joseph Kessel, mise en scène Anne Bourgeois, Festival d'Avignon off puis théâtre La Bruyère
- 2015 : Inconnu à cette adresse de Kressmann Taylor, lecture dirigée par Delphine de Malherbe, tournée
- 2015 : Un obus dans le cœur de Wajdi Mouawad, théâtre du Balcon, Festival d'Avignon off puis théâtre Les Déchargeurs
- 2016-2018 : Adieu monsieur Haffmann de Jean-Philippe Daguerre, mise en scène de l'auteur, Festival off d'Avignon, puis Petit-Montparnasse - Nomination au Molière du comédien, puis théâtre Rive Gauche en 2018
- 2016 : La Reine de beauté de Leenane et mise en scène de Sophie Parel, Festival d'Avignon off
- 2017 : On ne voyait que le bonheur de Grégoire Delacourt, mise en scène Grégori Baquet, Festival d'Avignon off
- 2018 : Les Funambules, spectacle musical de Stéphane Corbin : interprétation de Les Évadés en duo avec Magali Bonfils[16]
- 2018 : Hamlet de William Shakespeare, mise en scène Xavier Lemaire, théâtre 14 et festival off d'Avignon
- 2019 : Le K de Dino Buzzati, mise en scène Xavier Jaillard, festival off d'Avignon
- 2019 : On ne voyait que le bonheur de Grégoire Delacourt, mise en scène Grégori Baquet, festival off d'Avignon
- 2020 : Le K de Dino Buzzati, mise en scène Xavier Jaillard, théâtre Rive Gauche
- 2021 : L'Hirondelle de Guillem Clua, mise en scène Anne Bouvier, tournée et théâtre Tête d'Or, théâtre Hébertot en 2022
- 2024 : Je m'appelle Georges et vous ? de Gilles Dyrek, mise en scène Éric Bu, festival off d'Avignon théâtre Actuel
- 2024 : La Raison du plus fou Rousseau vs Diderot, festival off d'Avignon théâtre La Luna
- 2025 : Je m'appelle Georges et vous ? de Gilles Dyrek, mise en scène Éric Bu, théâtre La Bruyère

## Filmographie

### Cinéma
- 1991 : La Reine blanche
- 1991 : La Vie des morts : Simon Lenehan
- 1994 : L'Irrésolu (The Indecisive Guy)
- 2000 : Ça ira mieux demain (Tomorrow's Another Day) : Cédric
- 2002 : Paradisco : Jacques
- 2004 : Grande École : Paul
- 2015 : L'Étudiante et Monsieur Henri d'Ivan Calbérac : Arthur
- 2019 : Donne-moi des ailes de Nicolas Vanier : Julien
- 2024 : Joli Joli de Diastème

### Télévision

#### Téléfilms
- 1997 : L'Ami de mon fils : Martin
- 2004 : Cyrano de Ménilmontant : Milo
- 2006 : Hé M'sieur : Jacques Marot
- 2007 : Hubert et le Chien : Joël
- 2008 : Ma sœur est moi : Julien / Lucie
- 2011 : Les Edelweiss : Panique aux Edelweiss : Philippe
- 2012 : Les Edelweiss : Quand les parents débarquent : Philippe
- 2013 : Le Goût du partage : François

#### Séries télévisées
- 1990 : Fleur bleue
- 1992 : Lycée alpin
- 1994-1995 : Extrême Limite : Matthieu
- 1996-2000 : Une femme d'honneur : Stéphane Cluzeau
- 2000 : Les Vacances de l'amour : Christian (épisode 16 saison 4 Reprises à épisode 28 Violence)
- 2003 : Joséphine, ange gardien, épisode Sens dessus dessous : François
- 2005 : Le Cocon : Benjamin Tisserand
- 2007-2008 : Alice Nevers : Le juge est une femme : le lieutenant Ludovic
- 2022 : Le Monde de Bobby : Valor

## Doublage
- 2022-2024 : L'Impératrice : l'archiduc Maximilien (Johannes Nussbaum (de))

## Distinctions
- Molières 2014 : Molière de la révélation masculine pour Un obus dans le cœur
- 2014 : Intronisé Compagnon de l'ordre des Compagnons du Beaujolais au Cuvage de Lacenas (Rhône)[17]
- Molières 2018 : nomination au Molière du comédien dans un spectacle de théâtre privé pour Adieu monsieur Haffmann
- Molières 2019 : nomination au Molière du comédien dans un spectacle de théâtre public pour Hamlet